# Powrót na October Road
Powrót na October Road (znany też jako October Road, ang. October Road, 2007–2008) – amerykański serial telewizyjny nadawany przez stację ABC od 15 marca 2007 roku. W Polsce nadawany przez FoxLife od 6 października 2009 roku. Od 18 kwietnia 2011 roku serial jest nadawany w TVP2.

## Opis fabuły
Pisarz Nick Garrett powraca po dziesięciu latach w rodzinne strony, by wygłosić wykład na tamtejszej uczelni. Rodzina, przyjaciele i dawna miłość skłania Nicka do pozostania w Knights Ridge na stałe.

## Obsada
- Bryan Greenberg – Nick Garrett
- Laura Prepon – Hannah Jane Daniels
- Warren Christie – Ray Cataldo
- Geoff Stults – Eddie Latekka
- Tom Berenger – Bob Garrett
- Rebecca Field – Janet Edith Meadows
- Brad William Henke – Owen Dennis Rowan
- Evan Jones – David Eichorn
- Jay Paulson – Phlip Farmer
- Slade Pearce – Sam Daniels
- Odette Yustman – Aubrey Diaz
- Lindy Booth – Emily
- Jonathan Murphy – Ronny Garrett
- Elizabeth Bogush – Alison Rowan
- Penny Johnson Jerald – Leslie Etwood
- Sean Gunn – Rooster
- James Keane – Sully
- Bo Mitchell – Doodie

## Spis odcinków
| Premiera odcinka | N/o | Polski tytuł               | Angielski tytuł                              |
| ---------------- | --- | -------------------------- | -------------------------------------------- |
|                  |     |                            |                                              |
| SERIA PIERWSZA   |     |                            |                                              |
|                  |     |                            |                                              |
| 06.10.2009       | 01  | Niespodziewany powrót      | Pilot                                        |
|                  |     |                            |                                              |
| 13.10.2009       | 02  | Za i przeciw               | The Pros and Cons of Upsetting the Applecart |
|                  |     |                            |                                              |
| 20.10.2009       | 03  | Co przyniesie jutro        | Tomorrow's So Far Away                       |
|                  |     |                            |                                              |
| 27.10.2009       | 04  | Sekrety i mężczyźni        | Secrets and Guys                             |
|                  |     |                            |                                              |
| 03.11.2009       | 05  | Nowe więzi                 | Forever Until Now                            |
|                  |     |                            |                                              |
| 10.11.2009       | 06  | Przełom                    | Best Friend Windows                          |
|                  |     |                            |                                              |
| SERIA DRUGA      |     |                            |                                              |
|                  |     |                            |                                              |
| 17.11.2009       | 07  | Powrót Owena               | Let's Get Owen                               |
|                  |     |                            |                                              |
| 24.11.2009       | 08  | Pocałunek na powitanie     | How to Kiss Hello                            |
|                  |     |                            |                                              |
| 01.12.2009       | 09  | Historia niewierności      | The Infidelity Tour                          |
|                  |     |                            |                                              |
| 08.12.2009       | 10  | Wesołych Świąt             | Deck the Howls                               |
|                  |     |                            |                                              |
| 15.12.2009       | 11  | Runda po mieście           | Once Around the Block                        |
|                  |     |                            |                                              |
| 22.12.2009       | 12  | Żądza zemsty               | Revenge of the Cupcake Kid                   |
|                  |     |                            |                                              |
| 29.12.2009       | 13  | Wyjaśnienia                | Spelling It Out                              |
|                  |     |                            |                                              |
| 05.01.2010       | 14  | Powrót szczęścia           | Dancing Days Are Here Again                  |
|                  |     |                            |                                              |
| 12.01.2010       | 15  | Męska sprawa               | We Lived Like Giants                         |
|                  |     |                            |                                              |
| 19.01.2010       | 16  | Dobre maniery              | Hat? No Hat?                                 |
|                  |     |                            |                                              |
| 26.01.2010       | 17  | Z perspektywy czasu        | Stand Alone By Me                            |
|                  |     |                            |                                              |
| 02.02.2010       | 18  | Nieprzewidziane sytuacje   | The Fine Art of Surfacing                    |
|                  |     |                            |                                              |
| 09.02.2010       | 19  | Tak szybko, jak to możliwe | As Soon as You Are Able                      |
|                  |     |                            |                                              |